# Moderne (parti)
Moderne (Polsk: Nowoczesna) er et polsk, klassisk liberalt, politisk parti. Partiet blev grundlagt i maj 2015 af den tidligere verdensbankøkonom Ryszard Petru.